# Partit del Treball d'Albània
El Partit del Treball d'Albània (albanès Partia e Punës e Shqipërisë, PPSh) fou un partit polític d'Albània, fundat el 1941 per Enver Hoxha.

## Història
Va ser creat com el Partit Comunista d'Albània (Partia Komuniste e Shqipërisë) i va ser rebatejat el 1948 per Enver Hoxha, Mehmet Shehu i Koçi Xoxe, de caràcter marxista-leninista-estalinista i, després de la mort de Stalin, maoista.
El partit va governar la República Popular d'Albània en un règim dictatorial de partit únic des del 1946 fins al 1991.
Després de les eleccions a l'Assemblea Constituent d'Albània, el 31 de març de 1991, el PPSh es va dissoldre i la majoria dels seus membres van passar al Partit Socialista d'Albània, actualment un dels dos principals partits polítics del país.

## Joventuts
Les seves joventuts eren la Unió de Joves Treballadors d'Albània.